# فردیناند اشموتسر

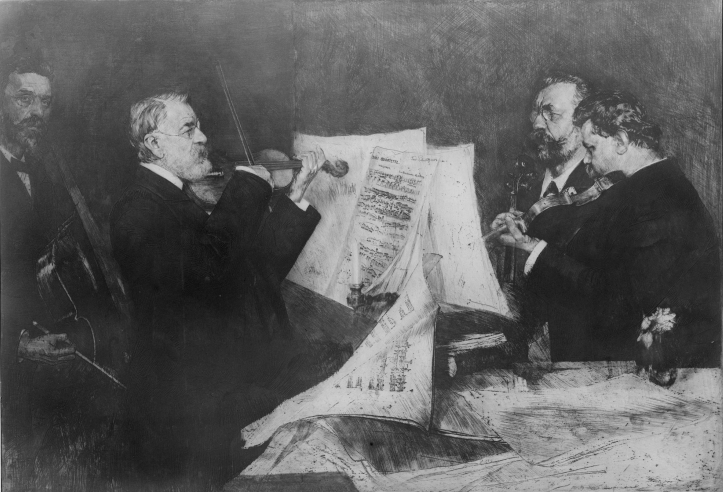
یک سیاه‌قلم تیزابی از کوارتت مشهور یواخیم اثرِ فردیناند اشموتسر. از چپ به راست: روبرت هوسمان (ویولنسل)، یوزف یواخیم (ویولن اول)، امانوئل ویرت (ویولا) و کارل هالیرش (ویولن دوم)

فردیناند اشموتسر (آلمانی: Ferdinand Schmutzer؛ ‏ ۲۱ مهٔ ۱۸۷۰ – ۲۶ اوت ۱۹۲۸) نقاش، عکاس و حکاک اهل اتریش بود.
وی در خانواده‌ای سنتی به‌دنیا آمد که همگی هنرمند بودند. همچون پدر و پدربزرگش، کار هنری را با مجسمه‌سازی شروع کرد اما بعدها به نقاشی علاقه‌مند شد. فردیناند دانش‌آموختهٔ رشتهٔ نقاشی در آکادمی هنرهای زیبای وین بود. طی سفری به هلند، او تحت تأثیر کارهای رامبرانت قرار گرفت و به حکاکی و چاپ فلزی علاقه‌مند شد. هم‌عصران مشهوری چون زیگموند فروید، آلبرت اینشتین، فرانتس یوزف یکم، کارل لوگر و همچنین ارکستر فیلارمونیک وین از مدل‌های هنری او بودند.
آثار او در سرتاسر دنیا به نمایش درآمد و برندهٔ جوایز گوناگونی گردید. وی فنون مختلفی در زمینه حکاکی و چاپ فلزی ابداع کرد و یکی از اعضای مکتب هنری جدایی وین بود. او بعدها استاد دانشگاه در آکادمی هنرهای زیبای وین شد.